# 1912년 하계 올림픽 오스트리아 선수단
오스트리아는 1912년 5월 5일부터 7월 27일까지 스웨덴 스톡홀름에서 열린 제5회 하계 올림픽에 참가했다.

## 메달 집계

### 종목별 참가 선수 및 메달 집계
| 종목 | 참가 선수 | 1  | 2  | 3  | '합계 |
| 펜싱 | 12        |    | 1  | 1  | 2'    |
| 합계 | 169       | 10 | 17 | 19 | 46    |

### 메달리스트
| 메달   | 이름 | 종목   | 세부 종목               | 날짜     |
| ------ | --- | ------ | ----------------------- | -------- |
| 은메달 | 리하르드 페르데르버 오토 헤르슈만 루돌프 크페트코 프리드리히 골링 안드레아스 주트너 알베르트 보겐 라인홀트 트람플러 | 펜싱   | 남자 단체 사브르        | 7월 15일 |
| 은메달 | 펠릭스 피페스 아르투어 츠보르칠                                                                                     | 테니스 | 남자 야외 복식          | 7월 5일  |
| 동메달 | 리하르드 페르데르버                                                                                                 | 펜싱   | 남자 포일               | 7월 8일  |
| 동메달 | 마르가레테 아틀러 클라라 밀히 요제피네 슈티커 베르타 차호우레크                                                     | 수영   | 여자 4x100m 자유형 계주 | 7월 15일 |

## 사이클
6명의 선수가 참가했다. 올림픽 사이클 종목으로는 1896년 이후 역대 두번째 출전이었다. 가장 많은 선수가 출전한 독주경기 종목에서는 로베르트 라머가 23위로 가장 먼저 들어왔다. 단체전으로는 전체 출전 15개국 중에서 7위에 올랐다.

### 트랙 경기

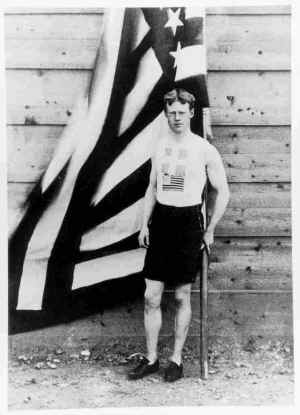
토머스 커티스

| 선수                                                          | 세부 종목 | 결선       | 결선 |
| 선수                                                          | 세부 종목 | 기록       | 순위 |
| 요제프 헬렌슈타이너                                           | 독주경기  | 11:54:00.2 | 45   |
| 아돌프 코플러                                                 | 독주경기  | 11:39:32.6 | 31   |
| 루돌프 크라머                                                 | 독주경기  | 11:53:12.8 | 43   |
| 로베르트 라머                                                 | 독주경기  | 11:30:40.8 | 23   |
| 알로이스 바하                                                 | 독주경기  | 12:01:12.4 | 52   |
| 요제프 칠커                                                   | 독주경기  | 11:54:38.7 | 46   |
| 요제프 헬렌슈타이너 아돌프 코플러 루돌프 크라머 로베르트 라머 | 단체경기  | 46:57:26.4 | 7    |

## 펜싱
총 12명의 선수가 참가했다. 올림픽 펜싱 종목으로는 1904년 이후 네번째 출전이었다. 이번 대회에서 사브르팀이 2위를 차지하면서 종전 최고 기록이었던 3위 기록을 경신했다. 특히 오토 헤르슈만 선수는 16년 전 땄던 은메달 이후 두번째로 은메달을 거머쥐었다. 같은 사브르팀에 속했던 리하르트 페르데르버 선수는 개인종목에서 본선에 진출하여 포일 종목 동메달을 차지했다.
| 선수 | 세부 종목   | 예선 라운드 | 예선 라운드 | 준준결선  | 준준결선  | 준결선    | 준결선    | 결선      | 결선      |           |           |           |
| 선수 | 세부 종목   | 승패        | 순위        | 승패      | 순위      | 승패      | 순위      | 승패      | 순위      |           |           |           |
| 알베르트 보겐 | 사브르      | 2승         | 2 Q         | 출전 포기 | 출전 포기 | 진출 실패 | 진출 실패 | 진출 실패 | 진출 실패 |           |           |           |
| 루돌프 크페트코 | 포일        | 3패         | 5           | 진출 실패 | 진출 실패 | 진출 실패 | 진출 실패 | 진출 실패 | 진출 실패 |           |           |           |
| 프란츠 데레아니 | 포일        | 4패         | 5           | 진출 실패 | 진출 실패 | 진출 실패 | 진출 실패 | 진출 실패 | 진출 실패 | 진출 실패 | 진출 실패 | 진출 실패 |
| 프란츠 데레아니 | 사브르      | 1 승        | 2 Q         | 출전 포기 | 출전 포기 | 진출 실패 | 진출 실패 | 진출 실패 | 진출 실패 |           |           |           |
| 프리드리히 골링 | 포일        | 2패         | 3 Q         | 4패       | 5         | 진출 실패 | 진출 실패 | 진출 실패 | 진출 실패 |           |           |           |
| 프리드리히 골링 | 사브르      | 2승         | 4           | 진출 실패 | 진출 실패 | 진출 실패 | 진출 실패 | 진출 실패 | 진출 실패 |           |           |           |
| 아르투어 그리츠 폰 론제                                                                                             | 에페        | 4패         | 3 Q         | 3패       | 4         | 진출 실패 | 진출 실패 | 진출 실패 | 진출 실패 |           |           |           |
| 카를 뮈니히 | 사브르      | 3승         | 1 Q         | 출전 포기 | 출전 포기 | 진출 실패 | 진출 실패 | 진출 실패 | 진출 실패 |           |           |           |
| 요제프 품 | 포일        | 3패         | 4           | 진출 실패 | 진출 실패 | 진출 실패 | 진출 실패 | 진출 실패 | 진출 실패 |           |           |           |
| 요제프 품 | 사브르      | 2승         | 3 Q         | 출전 포기 | 출전 포기 | 진출 실패 | 진출 실패 | 진출 실패 | 진출 실패 |           |           |           |
| 안드레아스 주트너                                                                                                   | 포일        | 3패         | 4           | 진출 실패 | 진출 실패 | 진출 실패 | 진출 실패 | 진출 실패 | 진출 실패 |           |           |           |
| 라인홀트 트람플러                                                                                                   | 포일        | 5패         | 6           | 진출 실패 | 진출 실패 | 진출 실패 | 진출 실패 | 진출 실패 | 진출 실패 |           |           |           |
| 리하르트 페르데르버                                                                                                 | 포일        | 1패         | 1 Q         | 2패       | 3 Q       | 0패       | 1 Q       | 4–3       | 3         |           |           |           |
| 에르네스트 추 호엔로                                                                                                | 사브르      | 부전승      | 부전승      | 부전승    | 3패       | 4         | 진출 실패 | 진출 실패 | 진출 실패 | 진출 실패 |           |           |
| 알베르트 보겐 루돌프 크페트코 프리드리히 골링 오토 헤르슈만 안드레아스 주트너 라인홀트 트람플러 리하르트 페르데르버 | 단체 사브르 | N/A         | N/A         | 2–0       | 1 Q       | 2–1       | 2 Q       | 2–1       | 2         |           |           |           |

## 참고 자료
- (영어) “Austria at the 1912 Stockholm Summer Games”. SR/Olympic Sports. 2010년 2월 1일에 원본 문서에서 보존된 문서. 2011년 10월 13일에 확인함.